# كلب النيل

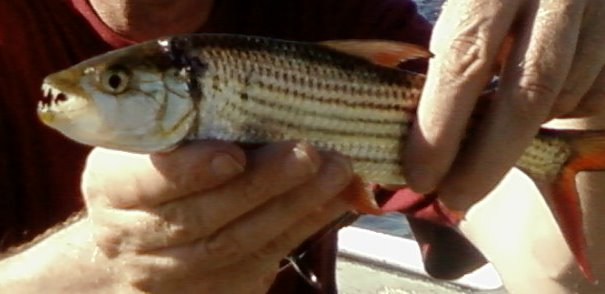
كلب النيل

كلب النيل أو سمكة النمر أو المبروكة العادية (بالإنجليزية: Tigerfish) و(باللاتينية: Hydrocynus vittatus) هي سمكة نيلية متوطنة في النيل ويتواجد منها العديد من الأنواع ومنها يوجد بأمريكا الجنوبية وهي تتواجد بطول النيل المصري الا انها توجد أكثر ببحيرة ناصر وتصل لاحجام ضخمة ويتم تخليلها وتصنع منها الملوحة الكلبة التي تشتهر بها مدينة اسوان وأيضاً توجد منها أنواع صغيرة الحجم تربى كأسماك زينة.